# Gara Statte
Gara Statte este o gară de pe linia 125 (Namur – Liège), situată în cartierul Statte din orașul belgian Huy.
Stația are patru linii, numerotate de la 5 la 8. Peroanele sunt situate în mare parte pe teritoriul comunei Wanze, însă clădirea gării se află în întregime pe teritoriul orașului Huy. De la această gară porneau fostele linii, acum în mare parte desființate din teren, 126 spre Ciney și 127 spre Landen. Odată cu desființarea lor, gara și-a pierdut rolul de nod feroviar.
Statte este o stație feroviară a NMBS/SNCB deservită de trenurile InterCity (IC), Omnibus (L) și de cele suplimentare pentru orele de vârf (P). 

## Situația feroviară
Situată la altitudinea de 72 m.d.m., gara Statte este poziționată la kilometrul feroviar (PK) 30,4 al liniei 125 Liège-Guillemins – Namur, între gările Huy și Bas-Oha, și a fost inițial un nod feroviar de unde porneau liniile 126 și 127. Pe prima din ele, un trafic feroviar redus subzistă și în prezent între Statte și Marchin, grație atelierelor de confecții metalice Tôleries Delloye-Matthieu, în timp ce a doua a fost complet desființată.

## Istoric

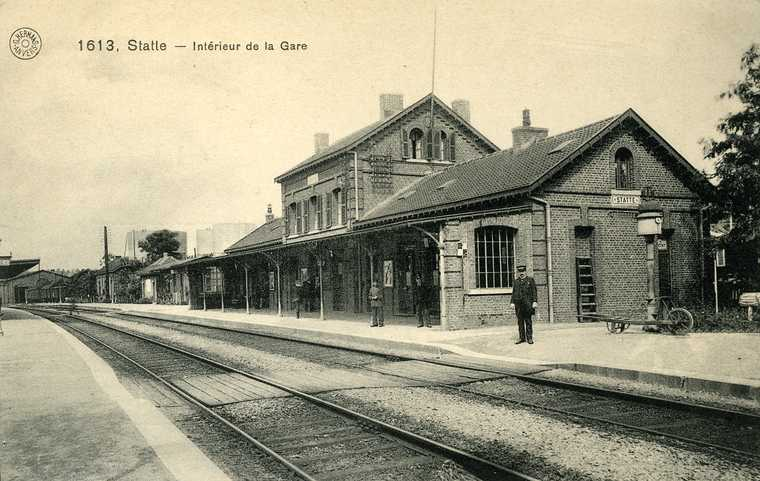
Gara între 1910 și 1919.

Gara Statte, care nu exista încă în 1864, a fost dată în exploatare pe 11 iunie 1868 de către societatea Compagnie du Nord - Belge. Clădirea actuală a gării a fost terminată însă în 1872 (după alte surse, în 1895).
Conform unor extrase din Mersul Trenurilor, gara Statte era tranzitată în 1937 de 11 perechi de trenuri ale liniei 125, pe relația Liège–Huy–Namur și retur.
La începutul anilor 2000, gara Statte a fost reabilitată de NMBS/SNCB la un cost ridicat, lucrările cifrându-se la aproximativ 500.000 de euro. La scurtă vreme după aceea, în 2003, NMBS/SNCB a anunțat că gara, care vânduse doar 12.704 bilete în 2002, nu este rentabilă și urmează să fie închisă. Această situație i-a determinat pe jurnaliștii publicației belgiene La Libre să numească renovarea costisitoare a gării drept o lucrare inutilă.
În decembrie 2005, clădirea gării a fost cedată cu titlu gratuit municipalității, care a amenajat în ea o cantină socială. Anterior, municipalitatea intenționase să mute acolo secția de poliție din Statte, însă polițiștii au insistat să li se permită să-și continue activitatea în sediul din clădirea fostei primării.
În mai 2014, în cadrul Planului Intercomunal pentru Mobilitate al regiunii, comuna Wanze a publicat un plan de acțiune care prevedea „facilitarea accesului la gară prin diferite moduri de deplasare” și „o puternică ameliorare a traseelor de acces pietonal, cu bicicleta sau cu mașina”. Documentul sublinia că „această gară merită revalorizată, deoarece este deservită de trenurile IC și reprezintă stația cea mai apropiată pentru tot teritoriul versantului de pe malul stâng al Meusei (Wanze, Villers-le-Bouillet,...)”.
În martie 2018 a fost propus dezbaterii publice un proiect de revitalizare urbană a cartierului Statte, care prevedea printre altele reamenajarea pieței gării, a parcării adiacente și îmbunătățirea accesului înspre gară.

## Servicii pentru călători

### Acces
Gara Statte, haltă a NMBS/SNCB, este un „punct de oprire nedeservit” (în franceză Point d'arrêt non géré, PANG) cu intrare liberă, echipat cu automate pentru achiziționarea legitimațiilor de călătorie și cu panouri electronice de informare.

## Mersul trenurilor
În zilele lucrătoare
| Tip de tren | Legătură                                    | Orar     |
| ----------- | ------------------------------------------- | -------- |
| L           | Liège-Guillemins - Namur                    | 1 pe oră |
| IC 18       | Bruxelles-Sud - Namur - Liège-Saint-Lambert | 1 pe oră |

La sfârșit de săptămână
| Tip de tren | Legătură                 | Orar       |
| ----------- | ------------------------ | ---------- |
| L           | Liège-Guillemins - Namur | 1 la 2 ore |
| IC 25       | Liers - Liège - Mouscron | 1 pe oră   |

## Media zilnică de călători
Graficul și tabelul de mai jos prezintă numărul mediu zilnic de călători în zilele lucrătoare, sâmbăta și duminica.
| Tabel: media călătorilor ce tranzitează gara Statte | Tabel: media călătorilor ce tranzitează gara Statte | Tabel: media călătorilor ce tranzitează gara Statte | Tabel: media călătorilor ce tranzitează gara Statte |
|                                                     | Zile lucrătoare                                     | Sâmbăta                                             | Duminica                                            |
| --------------------------------------------------- | --------------------------------------------------- | --------------------------------------------------- | --------------------------------------------------- |
| 1977                                                | 798                                                 | 211                                                 | 189                                                 |
| 1978                                                | 753                                                 | 304                                                 | 223                                                 |
| 1979                                                | 787                                                 | 213                                                 | 196                                                 |
| 1980                                                | 705                                                 | 170                                                 | 148                                                 |
| 1981                                                | 700                                                 | 214                                                 | 214                                                 |
| 1982                                                | 804                                                 | 195                                                 | 151                                                 |
| 1983                                                | 651                                                 | 122                                                 | 125                                                 |
| 1984                                                | 576                                                 | 118                                                 | 99                                                  |
| 1985                                                | 542                                                 | 149                                                 | 147                                                 |
| 1986                                                | 554                                                 | 77                                                  | 100                                                 |
| 1987                                                | 516                                                 | 103                                                 | 89                                                  |
| 1988                                                | 523                                                 | 149                                                 | 135                                                 |
| 1989                                                | 434                                                 | 92                                                  | 93                                                  |
| 1990                                                | 394                                                 | 97                                                  | 93                                                  |
| 1991                                                | 438                                                 | 126                                                 | 125                                                 |
| 1992                                                | 426                                                 | 86                                                  | 90                                                  |
| 1993                                                | 349                                                 | 80                                                  | 71                                                  |
| 1994                                                | 394                                                 | 108                                                 | 72                                                  |
| 1995                                                | 308                                                 | 85                                                  | 85                                                  |
| 1996                                                | 448                                                 | 114                                                 | 87                                                  |
| 1997                                                | 481                                                 | 113                                                 | 86                                                  |
| 1998                                                | 483                                                 | 101                                                 | 84                                                  |
| 1999                                                | 389                                                 | 97                                                  | 104                                                 |
| 2000                                                | 336                                                 | 119                                                 | 98                                                  |
| 2001                                                | 357                                                 | 94                                                  | 104                                                 |
| 2002                                                | 444                                                 | 109                                                 | 66                                                  |
| 2003                                                | 437                                                 | 98                                                  | 118                                                 |
| 2004                                                | 454                                                 | 140                                                 | 88                                                  |
| 2005                                                | 461                                                 | 118                                                 | 124                                                 |
| 2006                                                | 521                                                 | 152                                                 | 106                                                 |
| 2007                                                | 538                                                 | 138                                                 | 142                                                 |
| 2008                                                | -                                                   | -                                                   | -                                                   |
| 2009                                                | 537                                                 | 140                                                 | 95                                                  |
| 2010                                                | -                                                   | -                                                   | -                                                   |
| 2011                                                | -                                                   | -                                                   | -                                                   |
| 2012                                                | 580                                                 | 132                                                 | 153                                                 |
| 2013                                                | 583                                                 | 157                                                 | 186                                                 |
| 2014                                                | 583                                                 | 195                                                 | 176                                                 |
| 2015                                                | 586                                                 | 181                                                 | 107                                                 |
| 2016                                                | 485                                                 | 158                                                 | 130                                                 |
| 2017                                                | 461                                                 | 182                                                 | 244                                                 |
| 2018                                                | 465                                                 | 653                                                 | 600                                                 |
| 2019                                                | 396                                                 | 275                                                 | 220                                                 |

## În cultură
Cunoscutul pictor belgian Paul Delvaux, un pasionat al domeniului feroviar, este autorul unui tablou din 1934 intitulat „Gare de Statte” (în franceză Gara Statte).